# Cyrtochiloides
Cyrtochiloides es un género de orquídeas epífitas,  es originario de América tropical desde México hasta Perú.

## Descripción
Cyrtochiloides es similar al género de América del Sur, Cyrtochilum Kunth, un género descrito en 1815.  Después de haber encontrado sus especies dispersas en Oncidium y otros géneros, recientemente Cyrtochilum ha recibido una aceptación notable, principalmente sobre la base de los descubrimientos moleculares realizados por Williams y Chase, así como los análisis morfológicos realizados por Stig Dalström.

## Evolución, filogenia y taxonomía
Cyrtochiloides, un género de orquídeas creado en 2001 por Norris H. Williams y Mark W. Chase, y está diseñado para agrupar un pequeño grupo de epífitas neotropicales, anteriormente incluidas en un concepto amplio de Oncidium Sw. Con una nueva identidad, más precisos, basados sobre el ADN.

## Especies
- Cyrtochiloides ochmatochila (Rchb.f.) N.H.Williams & M.W.Chase, Lindleyana 16: 285 (2001).
- Cyrtochiloides panduriformis (Ames & C.Schweinf.) N.H.Williams & M.W.Chase, Lindleyana 16: 285 (2001).
- Cyrtochiloides riopalenqueana (Dodson) N.H.Williams & M.W.Chase, Lindleyana 16: 285 (2001).[1]